# NGC 3152
NGC 3152 je galaksija u zviježđu Malom lavu.

## Vanjske poveznice
- SEDS: NGC 3152